# 保木公利
保木 公利（ほき きんとし、元和5年（1619年） - 元禄6年6月5日（1693年7月7日））は江戸時代の旗本。通称は久米助、伊之助、伊左衛門。号は嶺雲。
父は保木公富、母は家女と伝わる。公富の嫡男として誕生し、公富の死去に伴い慶安2年（1649年）12月14日に家督を継ぎ、御徒を務める。
後に支配勘定を経て勘定となり、御目見（旗本）に列する。延宝5年（1677年）5月4日に致仕し、元禄6年（1693年）6月5日に75歳で死去した。法名は全叟。墓地は浅草の龍福院。
子に保木公遠、内崎正治室がいる。公遠の舅は元武田家臣の家柄諸星氏の出自の諸星同政。